# Hiroya Fujibayashi
Hiroya Fujibayashi (japanisch 藤林 裕也 Fujibayashi Hiroya; * 26. November 2001) ist ein japanischer Fußballspieler.

## Karriere
Hiroya Fujibayashi spielte nach seiner Schulausbildung von Februar 2020 bis Januar 2023 für die unterklassigen japanischen Vereine Esperanza SC und Thespakusatsu Challengers. Im Februar 2023 ging er nach Europa, wo er in Albanien einen Vertrag beim Drittligisten KS Albpetrol Patos unterschrieb. Im August 2023 zog es ihn nach Myanmar. Hier nahm ihn der Erstligist Rakhine United aus Sittwe unter Vertrag.